# 日輪神社
日輪神社（にちりんじんじゃ）は、岐阜県高山市丹生川町大谷（旧・大野郡丹生川村大字大谷）に鎮座する神社。

## 概要
鎮座する山そのものがご神体である。神体石（太陽石）があるが、かつては山頂部にあったという。
創建時期は不詳。古くから「日輪宮」と称したという。永享年間、この地域（小八賀郷）の領主の斯波氏により再興する。一時期廃れたが、寛永年間に再興する。
明治初期に村社となる。1907年（明治40年）に近隣の稲荷神社、天満神社、荒神神社を合祀する。
1947年（昭和22年）に岐阜県神社庁より銀幣社に指定される。

## 主祭神
- 天照皇大御神

## 摂末社祭神
- 倉稲魂大神
- 火武主比大神
- 奥津日子大神
- 奥津比女大神
- 菅原道真

## 文化財
- 日輪神社の本殿

宝暦四年（1758年）再建。高山市有形文化財に指定されている。